# Moviment Democràtic Cristià
El Moviment Demòcrata Cristià (eslovac Kresťanskodemokratické Hnutie, KDH) és un partit polític d'Eslovàquia d'ideologia democristiana.

## Història
El partit fou fundat el 1990 per Ján Čarnogurský.
Va ser membre de la coalició de govern, però la va abandonar el 7 de febrer de 2006 degut a disputes sobre un tractat internacional entre la República Eslovaca i la Santa Seu sobre l'objecció de consciència per motius religiosos. El seu líder actual és Ján Figeľ. És membre del Partit Popular Europeu i observador de la Internacional Demòcrata de Centre.
A les eleccions legislatives eslovaques de 2006 va obtenir el 8,3% del vot popular i 14 dels 150 escons després d'una campanya de l'oposició liderada per Robert Fico del Direcció – Socialdemocràcia (SMER-SD) centrada a revertir les reformes d'austeritat profundament impopulars dins dels sectors de la salut i l'educació impulsades pels llavors ministres Rudolf Zajac i Martin Fronc del KDH.
Quatre prominents parlamentaris (František Mikloško, Vladimír Palko, Rudolf Bauer i Pavol Minárik) va abandonar el partit el 21 de febrer de 2008 a causa del seu desacord tant amb la política com amb els dirigents del partit, i va fundar Demòcrates Conservadors d'Eslovàquia el juliol del mateix any.
A les eleccions legislatives eslovaques de 2010, SMER-SD obtingué un 34,79% dels sufragis, tanmateix el SNS va obtenir mals resultats i el HZDS es va convertir en extraparlamentari. Després que Robert Fico demostrés ser incapaç de formar govern, el president Ivan Gašparovič li demanà a Iveta Radičová, com a líder del partit més gran de l'oposició, que formés govern, el 23 de juny del 2010. Radičová va assumir el càrrec de primera ministra, sent la primera dona a Eslovàquia a assolir aquest càrrec, el 8 de juny de 2010, liderant un govern de coalició de centredreta formada pels liberals Llibertat i Solidaritat (SaS), el KDH, el partit dels hongaresos Most-Híd i Unió Democràtica i Cristiana Eslovaca – Partit Democràtic (SKDÚ-DS) amb una majoria al parlament, amb 79 escons de 150. El govern perdé la confiança del parlament l'11 d'octubre de 2011 a causa de desavinences entre els partits de la coalició governamental per l'ampliació del Fons Europeu d'Estabilitat Financera, fet que portà a la celebració d'eleccions anticipades el 10 de març de 2012.
Les eleccions de 2012 foren guanyades per l'oposició socialdemòcrata amb majoria absoluta enmig d'un important escàndol de corrupció que va implicar polítics locals de centredreta.
Després de les eleccions de 2012 Daniel Lipsic va abandonar el partit per unir-se a OĽaNO d'Igor Matovic, i el juny de 2014 Radoslav Procházka també va abandonar el partit per formar el que esdevingué el Partit Conservador Eslovac.
A les eleccions legislatives eslovaques de 2016, el partit només va obtenir el 4,94% dels vots, perdent tots els seus escons. Aquesta va ser la primera vegada des dels seus inicis que el partit no arribava al parlament i Ján Figeľ va dimitir com a líder del partit.
El juny de 2016, Alojz Hlina es va convertir en president del KDH, i va dimitir del càrrec de president del partit el 2 de març de 2020 després que el partit tampoc obtingué cap escó a les eleccions legislatives eslovaques de 2020, i Milan Majerský va ser l'escollit pel partit per succeïr-lo.
Va tornar al Consell Nacional d'Eslovàquia amb les eleccions legislatives eslovaques de 2023 després de ser extraparlamentari en les dues eleccions anteriors, i va romandre a l'oposició.

## Resultats electorals

### Consell Nacional
| Any  | Lider           | Vots                                | %                                   | Pos.                                | Escons   | +/– | Govern             |
| ---- | --------------- | ----------------------------------- | ----------------------------------- | ----------------------------------- | -------- | --- | ------------------ |
| 1990 | Ján Čarnogurský | 648,782                             | 19.2%                               | 2n                                  | 31 / 150 |     | Coalició           |
| 1992 | Ján Čarnogurský | 273,945                             | 8.9%                                | 3r                                  | 18 / 150 | 13  | Oposició (1992–94) |
| 1992 | Ján Čarnogurský | 273,945                             | 8.9%                                | 3r                                  | 18 / 150 | 13  | Coalició (1994)    |
| 1994 | Ján Čarnogurský | 289,987                             | 10.1%                               | 4t                                  | 17 / 150 | 1   | Oposició           |
| 1998 | Ján Čarnogurský | Coalició Democràtica Eslovaca (SDK) | Coalició Democràtica Eslovaca (SDK) | Coalició Democràtica Eslovaca (SDK) | 15 / 150 | 2   | Coalició           |
| 2002 | Pavol Hrušovský | 237,202                             | 8.3%                                | 5è                                  | 15 / 150 | =   | Coalició (2002–06) |
| 2002 | Pavol Hrušovský | 237,202                             | 8.3%                                | 5è                                  | 15 / 150 | =   | Oposició (2006)    |
| 2006 | Pavol Hrušovský | 191,443                             | 8.3%                                | 6è                                  | 14 / 150 | 1   | Oposició           |
| 2010 | Ján Figeľ       | 215,755                             | 8.5%                                | 4t                                  | 15 / 150 | 1   | Coalició           |
| 2012 | Ján Figeľ       | 225,361                             | 8.8%                                | 2n                                  | 16 / 150 | 1   | Oposició           |
| 2016 | Ján Figeľ       | 128,908                             | 4.9%                                | 9è                                  | 0 / 150  | 16  | Extraparlamentari  |
| 2020 | Alojz Hlina     | 134,099                             | 4.7%                                | 8è                                  | 0 / 150  | =   | Extraparlamentari  |
| 2023 | Milan Majerský  | 202,515                             | 6.8%                                | 5è                                  | 12 / 150 | 12  | Oposició           |

### Parlament Europeu
| Any  | Lider          | Vots    | %     | Pos. | Escons | +/– | Grup |
| ---- | -------------- | ------- | ----- | ---- | ------ | --- | ---- |
| 2004 | Anna Záborská  | 113,655 | 16.2% | 4t   | 3 / 14 |     | EPP  |
| 2009 | Martin Fronc   | 89,905  | 10.9% | 4t   | 2 / 13 | 1   | EPP  |
| 2014 | Anna Záborská  | 74,108  | 13.2% | 2n   | 2 / 13 | =   | EPP  |
| 2019 | Ivan Štefanec  | 95,588  | 9.7%  | 4t   | 2 / 14 | =   | EPP  |
| 2024 | Miriam Lexmann | 105,602 | 7.15% | 5è   | 1 / 15 | 1   | EPP  |

### Presidencials
| Any  | Candidat                    | 1a volta  | 1a volta   | 1a volta | 2a volta  | 2a volta   | 2a volta |
| Any  | Candidat                    | Vots      | %          | Pos.     | Vots      | %          | Pos.     |
| ---- | --------------------------- | --------- | ---------- | -------- | --------- | ---------- | -------- |
| 1999 | Suport a Rudolf Schuster    | 1,396,950 | 47,4 / 100 | 1r       | 1,727,48  | 57,2 / 100 | Victòria |
| 2004 | František Mikloško          | 129,414   | 6,5 / 100  | 5è       |           |            |          |
| 2009 | Suport a Iveta Radičová     | 713,735   | 38,1 / 100 | 2n       | 988,808   | 44,5 / 100 | Derrota  |
| 2014 | Pavol Hrušovský             | 63,298    | 3,3 / 100  | 6è       |           |            |          |
| 2019 | Suport a František Mikloško | 122,916   | 5,7 / 100  | 5è       |           |            |          |
| 2024 | Suport a Ivan Korčok        | 958,393   | 42,5 / 100 | 1r       | 1,243,709 | 46,9 / 100 | Derrota  |

## Líders de partit
| Líder | Líder           | Any          |
| ----- | --------------- | ------------ |
| 1     | Ján Čarnogurský | 1990–2000    |
| 2     | Pavol Hrušovský | 2000–2009    |
| 3     | Ján Figeľ       | 2009–2016    |
| 4     | Alojz Hlina     | 2016–2020    |
| 5     | Milan Majerský  | 2020–present |